# Peropteryx kappleri
Peropteryx kappleri — один з видів мішкокрилих кажанів родини Emballonuridae.

## Поширення
Країни поширення: Беліз, Болівія, Бразилія, Колумбія, Коста-Рика, Еквадор, Сальвадор, Французька Гвіана, Гватемала, Гаяна, Гондурас, Мексика, Нікарагуа, Панама, Перу, Суринам, Венесуела. Сягає висоти проживання 850 м над рівнем моря. Добре переносить сухі місця, віддає перевагу вічнозеленим лісам чи рідколісними саванам, і харчується в основному на відкритих полях. Утворює дрібні колонії, від одного до семи, і сідала знаходяться в печерах і тріщинах валунів. Система спаровування заснована на моногамних парах, самець захищає свою самицю від інших самців. Живиться високого у відкритому просторі над кронами дерев. Пов'язаний з водою (струмки і ріки).

## Загрози та охорона
Немає серйозних загроз для цього виду.